# Mosquée El Mseddi
La mosquée El Mseddi, dite aussi Jemaâ Sidi El Mseddi (arabe : جامع المسدي), est l'une des mosquées de la médina de Sfax.

## Localisation
Située dans la partie nord de la médina de Sfax, au niveau du souk El Balghagine, la mosquée El Mseddi ouvre sur la rue Nahj El Bey (actuelle rue Mongi-Slim), en face du hammam du même nom.

## Histoire et étymologie
Au fur et à mesure des années, cette mosquée a eu beaucoup d'appellations. Elle est nommée d'abord « Mosquée du souk » au vu de son emplacement au niveau du souk El Balghagine. Par la suite, elle est aussi baptisée « Mosquée du palmier », en raison du palmier qui occupe son patio, ou encore « Mosquée du hammam », en référence au hammam situé juste en face.
Elle prend son appellation actuelle à la fin du XIXe siècle, car un cheikh de la famille El Mseddi y enseigne alors le Coran. En 1895, la mosquée commence à accueillir la prière du vendredi.

## Description
Dans un premier temps, la mosquée est constituée d'une petite salle de prière précédée d'un patio. En 1895, l'édifice est agrandi pour accueillir la prière du vendredi. La salle de prière est alors élargie en y intégrant le patio. On y ajoute aussi un minaret.